# Byrsonima wadsworthii
Byrsonima wadsworthii là một loài thực vật có hoa trong họ Malpighiaceae. Loài này được Little mô tả khoa học đầu tiên năm 1953.